# Strongylosoma arcadicum
Strongylosoma arcadicum är en mångfotingart som beskrevs av Karl Wilhelm Verhoeff 1900. Strongylosoma arcadicum ingår i släktet Strongylosoma och familjen orangeridubbelfotingar. Inga underarter finns listade i Catalogue of Life.